# アレクサンドル・パメラーンツェフ
アレクサンドル・パメラーンツェフ（露: Александр Никанорович Померанцев, 1848年 -1918年）は、ロシアの建築家。折衷様式の巨匠として知られる。
キャリアとしては、当初芸術彫刻建築専門学校に入学するが、ペテルブルク芸術アカデミーのほうに移籍して卒業する。卒業後母校の教師として採用され、そのまま生涯教鞭を執っている。

## 代表作
- 全ロシア芸術産業博覧会会場ニージェニー・ノヴゴロド
- ロフトーフ・ナ・ドン市議会